# جار الله عمر
جارالله عمر، (1942 -28 ديسمبر 2002) كان ناشطًا سياسيًا يمنيًا ذو ميول يسارية ويعتبر مؤسس أحزاب اللقاء المشترك المعارض للرئيس اليمني السابق علي عبد الله صالح.

## نبذة تعريفية
ـ بدأ تعليمه في كُتَّاب القرية والمدرسة الشمسية بذمار ثم المدرسة العلمية بصنعاء.
ـ شارك مشاركة فاعلة في التظاهرات الطلابية بصنعاء التي سبقت قيام ثورة 26 سبتمبر 1962، كما قاد مظاهرات جماهيرية تعميداً لانتصارات ثورة سبتمبر بعد قيامها.
ـ التحق في عام 1963 بكلية الشرطة وتخرج منها وعين في هيئة التدريس بالكلية التحق بصفوف حركة القوميين العرب عام 1960.
ـ شارك في الدفاع عن العاصمة صنعاء أثناء حصار السبعين يوماً.
ـ من مؤسسي الحزب الديمقراطي الثوري اليمني (مسمى سابق للحزب الاشتراكي الحالي) وعضو في اللجنة المركزية للحزب في مؤتمره الأول عام 1968 في عدن.
ـ اعتقل إثر أحداث أغسطس عام 1968 في صنعاء لمدة 3 سنوات.
ـ غادر إلى عدن عام 1971.
ـ انتخب عضواً في المكتب السياسي للحزب الديمقراطي الثوري اليمني في المؤتمر الثاني عام 1972.
ـ من مؤسسي الحزب الاشتراكي اليمني في مؤتمره التأسيسي 14 أكتوبر 1978 في عدن.
ـ عضواً في المكتب السياسي للحزب الاشتراكي منذ مؤتمره الأول ومسؤولاً أول عن نشاط الحزب في الشطر الشمالي آنذاك تحت مسمى (حزب الوحدة الشعبية اليمني).
ـ من قيادي الجبة الوطنية الديمقراطية 1975 ـ 1990.
ـ أول من دعا إلى تبنى التعددية السياسية والحزبية في الشطر الجنوبي قبل الوحدة اليمنية.
ـ عضو في المجلس الاستشاري الذي تلى قيام دولة الوحدة اليمنية العام 1990
ـ عضو في المكتب السياسي وسكرتير الدائرة السياسية والعلاقات الخارجية للحزب الاشتراكي اليمني 1990.
ـ من أبرز الشخصيات التي شاركت في الحوارات السياسية بين الأحزاب اليمنية خلال الفترة الانتقالية 1990 ـ 1993.
ـ وزيراً للثقافة والسياحة 1993.
ـ من المساهمين الأساسيين في صياغة وثيقة العهد والاتفاق 1994 وأحد الموقعين عليها في عمَّان عام 1994.
ـ من أبرز الشخصيات الحوارية التي حاولت منع قيام حرب صيف 1994.
ـ ساهم في إعادة بناء الحزب الاشتراكي اليمني بعد حرب صيف 1994 من خلال موقعه كعضو في المكتب السياسي مسؤولاً عن الدائرة السياسية للحزب.
ـ واصل نشاطه الحواري مع الأحزاب السياسية اليمنية من أجل ترسيخ العملية الديمقراطية وإزالة آثار حرب صيف 1994.
ـ أدت تلك الحوارات إلى تأسيس مجلس التنسيق وأخيراً اللقاء المشترك الذي يضم عدداً من أحزاب المعارضة بينها حزب التجمع اليمني للإصلاح.
ـ أنتخب أميناً عاماً مساعداً للحزب في دورته الثانية عام 2000.

## مساهماته الفكرية
ـ عضو في اتحاد الأدباء والكتاب اليمنيين.
ـ ساهم في كتابة تاريخ الثورة اليمنية من خلال مشاركته الفاعلة في الندوات وكتابة المقالات عن تاريخ الثورة اليمنية ومن خلال كتابه القيم عن حصار السبعين يوماً الذي صدر في عام 1982.
ـ من أبرز المساهمين في التأصيل النظري للتحولات السياسية التي مر بها الحزب الاشتراكي اليمني من خلال عدد كبير من الكتابات الفكرية حول ذلك.
ـ من مؤسسي المؤتمر القومي العربي ومشارك في كل مؤتمراته.
ـ من ابرز الشخصيات السياسية التي اعتنقت الديمقراطية والتسامح السياسي من خلال كتاباته النظرية أو سلوكه اليومي.
ـ حائز على احترام وصداقة عدد كبير من المثقفين والأدباء العرب ومساهم نشط في الحوارات الفكرية التي تدور على الساحة السياسية العربية.
ـ مزج في كتاباته بين الثقافة الإسلامية المتسامحة التي امتلك ناصيتها خلال دراساته الأولى وبين الثقافة الديمقراطية المعاصرة فكان نعم المفكر المعاصر المتنور.
- متزوج وله 5 أبناء، 4 أولاد (قيس، أوسان، عبد الغني وبسام) وبنت واحدة اسمها مسار.

## اغتياله
اغتيل في 28 ديسمبر 2002م بعد أن تلقى رصاصتين في صدره أمام أكثر من 4000 شخص هم أعضاء وضيوف المؤتمر العام الثالث لحزب الإصلاح الإسلامي وأمام شاشات التلفزة ووسائل الإعلام المختلفة بعد دقائق من إلقائه لكلمة قوية نيابة عن الحزب الاشتراكي أمام المؤتمر العام، وقد قبض على القاتل على الفور وكشف عن مخطط لقتل مجموعة من السياسيين من قادة الناصريين والبعثيين، وحكم عليه لاحقًا بالإعدام جراء جريمته.
إلا أن الكثير من السياسيين والمطّلعين والعارفين بالأمور يؤكدون ويشيرون بأصابع الإتهام للنظام اليمني والرئيس علي عبد الله صالح شخصياً بتدبير الاغتيال وتصفية الرجل لخطره السياسي الكبير عليه ومواقفه القوية ضد الفساد وتصرفات الرئيس وقد دلت على ذلك التهديدات التي تلقاها جارالله عمر من صالح شخصياً بالتصفية وكشف عنها بعد ذلك عدد من رفاق جار الله عمر. كما يدل هذا الاغتيال بسيناريو المعد إلى أنه كان محاولة لضرب عصفورين بحجر الأول تصفية هذا السياسي النشط والثاني تفجير تحالف المعارضة من الداخل وإدخاله في دوامة الدم والصراع.
- دفن في مقبرة الشهداء في صنعاء وشيعه مئات الآلاف من اليمنيين في مشهد جنائزي نادر وعفوي كما رثاه الآلاف من كتّاب ومفكري ونخب العالم العربي والدولي. هناك من يشير أن المستفيد الأول لاغتياله هم من أمسكوا بزمام اللقاء المشترك كونه كان ذا شعبية طاغية في أحزاب اللقاء المشترك ويشكل منافسًا قويًا لنفوذ الأحمر والحضور السياسي لبعض المشايخ والإقطاعيين وخاصة أن الشهيد من المؤسسين البارزين للحزب الاشتراكي المعروف عن مبادئه المبغضة للقطاعية والمشيخة والرأسمالية الاحتكارية.

## تداعيات الاغتيال

### حزب المؤتمر
في الوقت الذي كانت تدور فيه الشكوك والتساؤلات حول تنفيذ حادثة اغتيال جار الله عمر واختيار الزمان والمكان، وما إذا كان أمراً دبِّر بليل.. كان حزب المؤتمر الشعبي العام الحزب الحاكم يشن حملة إعلامية لا هوادة فيها عبر وسائله المختلفة ضد حزب التجمع اليمني للإصلاح ذو التوجه الإسلامي الأمر الذي لفت نظر الكثيرين.
وسارعت وسائل الإعلام الرسمية إلى الإعلان عن الحادث، والكشف عن هوية القاتل بأنه عضو في التجمع اليمني للإصلاح، وطالب في جامعة الإيمان بطريقة هي أقرب إلى الكيد منه إلى الشفافية والوضوح، حيث حرص الإعلام على إعادة وتكرار تلك المعلومات عقب الحادثة مباشرة، وقبل أن تتسلم الأجهزة الأمنية منفذ العملية.
وجاء الاتهام صريحاً في مقالات بعض الكتاب من حزب المؤتمر، ففي مقال بعنوان (الاصطفاف ضد الإرهاب) أوردت صحيفة الميثاق مقالاً أكدت فيه (أن علي أحمد جار الله وعابد كامل نهلا من مشرب ثقافي واحد وتشبعا بثقافة الكراهية والعنف«وختمت الصحيفة مقالها بالقول» إنه يوجد في حزب الإصلاح من يرعى وينشر ثقافة العنف والتكفير«وتساءلت:» هل بوسع العقلاء في هذا الحزب «البراء من أولئك المتطرفين حتى لا يكون العقلاء مجرد مظلة لهم؟».
ويرى البعض أن حزب المؤتمر من خلال حملته الإعلامية على حزب الإصلاح هدف إلى تشويه صورة حزب الإصلاح وإرهاب القوى والشخصيات الاجتماعية في الداخل، من أجل عدم إقامة أي تقارب معه لا سيما وأن جار الله عمر كان ضحية لهذا التقارب.

### حزب الإصلاح
تحت وطأة الهجمة التي مارسها حزب المؤتمر من خلال تلك الحملة الإعلامية تبنى الإصلاح لهجة خطابية وسياسية جديدة وغريبة ليطمأن الحزب الاشتراكي الذي صرح أمينه العام - في حوارٍ أجرته معه صحيفة الناس ونشرته في عددها (129) بقوله «أدعو المؤتمر والإصلاح إلى الاتفاق على كل شيء إلا على تضييع قضية جار الله عمر» !!..
صحيح أن الإصلاح قد نجح إلى حدٍ ما في إدارة الأزمة عندما فطن لإجراء التحقيقات الأولية مع منفذ عملية اغتيال جار الله عمر في منزل الشيخ الأحمر عقب الحادثة مباشرة وبحضور قادة الأحزاب والتنظيمات السياسية وممثلي بعض منظمات المجتمع المدني وتسجيل اعترافاته في خطوة لم تعجب المؤتمر وأبدى انزعاجه منها، لكنه مع ذلك سارع في تبني مواقف مخالفة لمبادئه ورؤاه الدينية التي كان ينطلق منها مبدياً مزيداً من التقارب والتنازل للحزب الاشتراكي لم يكن ليحصل عليها لولا وقوع حادثة الاغتيال هذه في مثل هذه الظروف بالذات، وهو أمرٌ أدركه القريب والبعيد، ففي مقال للكاتب فيصل الصوفي نشرته (الميثاق) في عددها (1094) معلقاً على ما جاء في بيان المؤتمر الثالث للإصلاح من مراجعة لمناهج التثقيف والتوجيه داخل الحزب قال:«إنه يعتقد أن تكون حادثتي جار الله وجبلة قد تسببتا في ضغوط نفسية للقيادات الإصلاحية» ويخشى الكاتب «أن تكون تلك الضغوط وراء تلك القرارات والتوصيات العلمانية للمؤتمر ولا تمثل حاجة حقيقية وهدفاً استراتيجياً لحزب الإصلاح» على حد قوله.
وفي ملف نشرته (الثقافية) الأسبوعية شبه الرسمية في عددها (174) خلصت إلى أن حزب الإصلاح أعاد النظر في مواقفه وخطابه بعد أحداث 11 سبتمبر مدللة على ذلك بالوضع الحالي للحزب وتحالفه مع بعض الأحزاب التي كان له منها تحفظ وموقف...
وقد تساءل البعض قائلاً: هل الاشتراكي أسلم على يد الإصلاح؟؟ أم الإصلاح كفر على يد الاشتراكي؟! في إشارة إلى التغير الكبير في حزب الإصلاح وتحالفه الجديد مع الحزب الاشتراكي.

## كلمة جار الله عمر قبل اغتياله
" بسم الله الرحمن الرحيم
الوالد الشيخ عبد الله بن حسين الأحمر، رئيس الهيئة العليا للإصلاح
الإخوة أعضاء الهيئة العليا للإصلاح
ضيوف المؤتمر الكرام الأخوات والإخوة المؤتمرون
السلام عليكم ورحمة الله وبركاته
يسر اللجنة المركزية للحزب الاشتراكي اليمني ومكتبها السياسي وأمانتها العامة أن تهدي المؤتمر العام الثالث للتجمع اليمني للإصلاح (الدورة الأولى) تحياتها وتمنياتها لأعماله بالنجاح، كما نبلغكم تحيات الأمين العام للحزب الاشتراكي اليمني الأستاذ علي صالح عباد (مقبل) واعتذاره عن حضور مؤتمركم هذا الذي ما كان ليتخلف عنه لولا ظروفه الصحية المانعة.
السيدات والسادة.... أعضاء المؤتمر
ينعقد مؤتمركم هذا في ظل أوضاع داخلية وخارجية بالغة الخطورة، حيث تتفاقم الأزمات العامة وتزداد أعمال الانتهاك لحقوق الإنسان
وتضيق فرص العيش خصوصاً في بلادنا، حيث تتسع البطالة لتبلغ الحد الأعلى في العالم ويخيم الفقر على جماهير الشعب لصالح قلة من المتنفذين وتعاني العملية الديمقراطية وحريات التعبير والحق في الاحتجاج من القيود المتعاظمة كل يوم. ورغم كل ذلك فإننا في الحزب الاشتراكي اليمني كنا وما زلنا نراهن على الحركة السياسية الوطنية وجماهير الشعب كضمان للحد من طغيان الاستبداد والفساد، وفي هذا السياق تحتل المعارضة السياسية والتجمع اليمني للإصلاح بالذات مكانة بارزة لا يمكن تجاهلها وعاملاً من عوامل التوازن السياسي المطلوب بإلحاح للاستقرار السياسي والتطور وتحقيق النهضة بطريقة سلمية. لقد مرت على وطننا اليمني أحداث متتالية منذ تحقيق الوحدة اليمنية وأصبح من الضروري الاستفادة من تجارب الماضي واستخلاص العبر من أحداثه، ولقد قام الحزب الاشتراكي اليمني بتقويم مسيرته ولعل أهم العبر ذات الصلة بالأوضاع الراهنة يمكن تلخيصها في ما يلي:
- أولاً: إن الديمقراطية ضرورية لأي حزب كي يتجنب الصراعات الداخلية كما هي ضرورية لتجنيب الأوطان آثار التشظي والتفتت وويلات العنف والحروب الأهلية.
- ثانياً: إن الديمقراطية منظومة متكاملة لا تتجزأ أساسها المواطنة المتساوية واحترام العقد الاجتماعي بين الحكام والمحكومين وصيانة الحريات والحقوق الأساسية دونما تمييز لأي سبب كان والقبول بالتعددية الفكرية والسياسية وعدم الاكتفاء من الديمقراطية بالتسمية ومظاهر الزينة الخارجية.
- ثالثاً: إن جمهور المواطنين يحتاج على الدوام إلى تأمين حد أدنى من المساواة في الفرص لتأمين لقمة العيش وقدرا من العدالة والخدمات الاجتماعية المتاحة للجميع.
- رابعاً: أن تأمين السيادة الوطنية يقتضي توازن المصالح بين الفئات الاجتماعية والمناطق المختلفة للبلاد بهدف سد الثغرات التي يمكن للقوى الخارجية المعادية النفاذ منها للانتقاص من هذه السيادة. ولقد نجحت اليمن في تحقيق السلام مع جيرانها بعد حل الخلافات الحدودية، ونحن نبارك ذلك ونؤيده، وهي تحتاج كذلك اليوم للسلام مع نفسها بهدف خلق جبهة داخلية متماسكة تصون سيادة الوطن وتسخر كافة الجهود والموارد لتحقيق التنمية بدلاً من شراء الأسلحة.
- خامساً: إن تقوية النظام السياسي للبلاد يفترض وجود معارضة قوية مستندة إلى مجتمع زاخر بالحراك والفعالية والمنظمات الأهلية المستقلة بعيداً عن السيطرة الرسمية وبالصحافة الحرة المؤثرة والإبداع الحر ولا شك أن قيام اللقاء المشترك يشكل خطوة على هذا الطريق بعد أن أصبح اليوم إحدى حقائق الحياة السياسية في اليمن.
- سادساً: إن التجربة الديمقراطية في اليمن قد بلغت درجة من الركود والشيخوخة المبكرة وهي تحتاج إلى إصلاح سياسي واسع وشجاع حتى تعود إلى شبابها، كما أن اليمن بحاجة إلى مجلس نواب يمثل اليمن بكل فئاتها الاجتماعية ومصالحها المختلفة ويضم بين صفوفه خيرة العناصر والقيادات الاجتماعية والسياسية والعملية في البلاد، مجلس نواب يشبه اليمن بتنوعه وعظمته ووحدته وتعدد تياراته الفكرية والسياسية.
- سابعاً: إن اليمن بحاجة ماسة إلى تسريع الخطى في طريق التحديث من خلال سياسة شاملة تؤهلها للالتحاق بركب العالم المعاصر وتجعل منها إضافة نوعية إلى أي تجمع إقليمي تلتحق به ويتطلب ذلك جملة من الإجراءات والقوانين الثورية بما في ذلك التصدي لثقافة العنف ومنع الثارات والإسراع في إصدار قانون ينظم حيازة وحمل السلاح ومنع المتاجرة به بدلاً من قانون منع المظاهرات الذي يعرض على البرلمان في الوقت الراهن، وهو قانون مناهض للعصر والديمقراطية، وينبغي لكل دعاة التقدم والديمقراطية التصدي له بصرف النظر عن انتماءاتهم الحزبية.

الإخوة والأخوات الحضور جميعاً
لقد خاض حزب التجمع اليمني للإصلاح وأحزاب مجلس التنسيق ومنها الحزب الاشتراكي اليمني تجربة مشتركة خلال الفترة الماضية ضمن اللقاء المشترك خصوصاً مع بدء الاستعداد للانتخابات المقبلة لمجلس النواب والذي أثبتت خلال هذه الفترة إمكانية الاتفاق على مواقف مشتركة لصالح
توفير الشروط لتسوية المسرح السياسي الوطني الذي يسمح بالتنافس الحزبي الحر في ظل الظروف الراهنة ومقاومة نزوع بعض الأوساط الحاكمة نحو مزيد من الهيمنة والسيطرة على إرادة الناخبين واكتساح الساحة السياسية الوطنية برمتها وتوزيع حصص ضئيلة على بقية الأحزاب كهبات.
لقد تمكن اللقاء المشترك والمؤتمر الشعبي العام من التوصل إلى اتفاق تعديل قانون الانتخابات وتشكيل اللجنة العليا للانتخابات وتنفيذ عملية القيد والتسجيل رغم ما صاحبها من مخالفات وتجاوزات للقانون والحقوق المكفولة للناخبين وهي تجربة أثبتت جدوى الحوار والتفاهم. ورغم ذلك فإنه لا يساورنا أي وهم بمدى الديمقراطية المسموح به إذ لا نزال بعيدين جداً عن الديمقراطية الحقة والتداول السلمي للسلطة، تلك الأهداف التي ما زالت ماثلة أمام جميع المواطنين اليمنيين ولسوف تتحقق ذات يوم بالصبر والمثابرة والعمل المشترك.
الأخوات والأخوة الحضور أيتها المندوبات والمندوبون
إن اليمن بحاجة إلى إرساء دولة النظام والقانون، دولة المؤسسات كي نتفرغ لمواجهة التحديات الكبرى في المجالات المختلفة وأهمها تعثر التنمية وشح المياه وتكاثر السكان وتفشي الفقر والفساد والأمية وتهميش المرأة وتراجع الهامش الديمقراطي وسيادة التخلف العلمي والمعرفي حتى بمقاييس البلدان المتخلفة إلى جانب العجز أمام تحديات العولمة وقادها المؤثرة التي ستفرض مصالحها ورؤاها وسياستها وقيمها على الآخرين دون اكتراث
باحتجاجاتهم الصاخبة. إن هذه التحديات الكبيرة الداخلية والخارجية تفرض على كل القوى السياسية الحية والفعاليات الاجتماعية في السلطة والمعارضة النهوض بواجباتها والدخول بدون تردد في حوار جاد ومسؤول وصولاً إلى بلورة ما يمكن الاتفاق عليه من أهداف مشتركة والسعي إلى تحقيق تلك الأهداف ولو بأساليب متباينة حسب موقع كل طرف داخل المجتمع وتأثيره وسط فئاته المختلفة، ذلك أن النجاح في الوصول بالحوار الوطني إلى أهداف مشتركة أنفع للوطن والمواطنين من استمرار الاختلاف على كل شيء مع الاحتفاظ لكل طرف بالحق بالتمسك بما يراد حيوياً من أهداف ورؤى وبرامج خاصة.
وانطلاقاً من هذا الوعي كلفت اللجنة المركزية في دورتها الرابعة المنعقدة في أبريل 2002، مكتبها السياسي وأمانتها العامة التقدم بمبادرة سياسية تتضمن جملة من المقترحات والدعوة إلى الحوار بين القوى السياسية الفاعلة بهدف تدارس الأوضاع بعد أحداث سبتمبر 2001 في الولايات المتحدة الأمريكية وسبل تجنيب بلادنا وشعبنا آثار الوضع الدولي الناشئ بعدها، ولا زالت هذه المبادرة قائمة وذات مغزى خصوصاً في ظل التطورات الراهنة. وفي هذا السياق فإن الحزب الاشتراكي اليمني يعبر عن ترحيبه بدعوة الأخ رئيس الجمهورية إلى الاصطفاف الوطني لمجابهة التحديات والمخاطر القائمة، الأمر الذي يستلزم الإقدام فوراً على حوار بناء وصريح بين كل اليمنيين وقواهم السياسية على اختلاف توجهاتها.
السيدات والسادة أعضاء المؤتمر
ينعقد مؤتمركم هذا في ظروف دولية تتسم بهيمنة القطب الواحد استباقاً لتعددية متوقعة يحاول القطب المهيمن خلالها فرض تفرده بالقرارات الحاسمة والمؤثرة على مسار السياسة العالمية وفي مختلف أقاليم الأرض وضمان مصالحه على التطورات المستقبلية، كما ينعقد المؤتمر في ظل سعي حثيث للأوساط اليمنية الحاكمة في كل من الولايات المتحدة الأمريكية وإسرائيل إلى إعادة رسم الخارطة السياسية للعالم العربي والشرق الأوسط بأسره، بما يؤمن هيمنة إسرائيل العسكرية والسياسية والاقتصادية على المنطقة وفرض تسوية للصراع العربي الإسرائيلي يلائم مصالحها في ظل عجز عربي واضح مؤسسة على ضيق الهامش الديمقراطي والتضحية بالتنمية الشاملة المتوازية والتضامن العربي الفعال لصالح استحواذ القلة في كل بلد عربي على السلطة والثروة وما إعطاء إسرائيل الفرصة والغطاء الكاملين لارتكاب فضائع اغتيال الناشطين والقادة الميدانيين للمقاومة الفلسطينية ضد الاحتلال الإسرائيلي وتقتيل وترويع المدنيين الفلسطينيين وهدم البيوت وتوسيع الاستيطان في الأراضي الفلسطينية من جهة وحشد الجيوش والعتاد الحربي المروع بهدف الاستعداد لشن الحرب على العراق من جهة أخرى إلا خطوات على هذا الطريق. إننا من موقع العجز عن فعل ما هو أكثر من تأثير نعلن تأييدنا لنضال الشعب العربي الفلسطيني في سبيل إقامة دولته المستقلة على أرضه حسب قرارات مجلس الأمن الدولي والشرعية الدولية كما نؤيد حق هذا الشعب في مقاومة الاحتلال والاستيطان الإسرائيلي بكافة الوسائل المتوفرة استناداً إلى ميثاق الأمم المتحدة وندعو الدول العربي وشعوبها وجميع الدول والقوى السياسية وبقية منظمات المجتمع المدني في العالم أجمع إلى كسر جدار الصمت وتقديم كل مقومات الدعم المادي والمعنوي لنضال الشعب العربي الفلسطيني المشروع، كما نعلن تضامننا مع شعب العراق في سبيل حياة آمنة وكريمة على أرضه دون تدخل أو إملاء من الخارج، كما نعلن رفضنا لأي عمل عسكري ضد العراق ونطالب مجلس الأمن بأسره إلى العمل إلى إخلاء منطقة الشرق الأوسط كلها من أسلحة الدمار الشامل. ونحن إذ نجدد إدانتنا ورفضنا للإرهاب بكل أشكاله وصوره فإننا نرى أن التغلب عليه غير ممكن دون القضاء على أسبابه وتجفيف منابعه السياسية والاقتصادية والاجتماعية والثقافية وتحقيق العدالة على الأرض، وفي هذا السياق فإننا ندين إرهاب الدولة الذي تمارسه إسرائيل ضد المواطنين الفلسطينيين والسلطة الفلسطينية المنتخبة.
أيها الإخوة
لقد استمعنا جميعاً إلى مبادرة وزير الخارجية الأمريكية كولن باول تجاه الدول العربي والشرق الأوسط المعروفة بمبادرة الشراكة وما أثار ويثور حولها من جدل ونحن في الحزب الاشتراكي اليمني نعتبر أن ما ورد في تلك المبادرة حول التنمية الديمقراطية خطوة إلى الأمام نأمل أن تجد طريقها إلى التحقيق. إن الولايات المتحدة الأمريكية دولة عظمى لا يمكن لأي بلد أن يعيش في قطيعة معها إلى ما لا نهاية وما يجب أن يرفض في سياستها الخارجية هو استخدام الطائرات والبوارج لفرض السياسات وتغيير الأنظمة بالقوة ودعم الاحتلال الإسرائيلي للأراضي العربية أما الشراكة في التنمية والديمقراطية فالأمر لا ينبغي رفضه.
الأخوات والأخوة الضيوف أيتها المندوبات والمندوبون
إن الحزب الاشتراكي اليمني إذ يهنئ قيادة وقواعد التجمع اليمني للإصلاح على عقد مؤتمره هذا فإنه يعرب عن ارتياحه للخطاب الإعلامي والسياسي الراهن
للتجمع اليمني للإصلاح القائم على القبول بالآخر والانفتاح واعتماد الحوار المتكافئ سبيلاً وحيداً للتوصل إلى حلول للقضايا والمشكلات التي تهم الوطن والمواطنين. لقد مرت العلاقات بين التجمع اليمني للإصلاح والحزب الاشتراكي اليمني بمحطات عديدة وهي اليوم أفضل من أي وقت مضى وقابلة للمزيد من التعاون والتنسيق ومهما كانت أوجه التباين الفكري والبرنامجي فإننا في الحزب الاشتراكي اليمني عازمون كل العزم على تغليب مصلحة الوطن وترسيخ أسس الديمقراطية وإبقاء الماضي وراء ظهورنا باعتباره تاريخاً والتطلع بكل عقولنا إلى المستقبل والتعامل مع كل القوى السياسية الفاعلة على قاعدة التعدد والقبول بالآخر، والحوار المتكافئ والتنافس الشريف، ومحاولة التوصل إلى سد ثغرات التجربة الديمقراطية وتوسيع هامشها المتاح والانتقال تدريجياً بالحياة السياسية اليمنية في الآتي من الزمن إلى رحاب الديمقراطية الناضجة والتداول السلمي للسلطة في ظل يمن ديمقراطي موحد ومزدهر أخيراً أكرر تحياتي وكل أعضاء الحزب الاشتراكي اليمني لهذا الجمع المبارك من أعضاء المؤتمر وخصوصاً الجيل الجديد منهم الذي يملأ هذه القاعة وهو مفعم بالعزيمة والحماس، وأقول لهم إن أنظار كل أبناء اليمن متجهة إلى هذه القاعة وهي تتطلع إليكم واثقين كل الثقة بأنكم ستخرجون في مؤتمركم هذا بكل ما ينفع الناس ويمكث في الأرض وبمزيد من التجديد والتأصيل النظري الشرعي للحرية والديمقراطية ومناهضة الاستبداد.
والسلام عليكم ورحمة الله وبركاته

## كتب عنه

غلاف كتاب مذكرات جار الله عمر - دار المدى 2020

- غلاف كتاب مذكرات جار الله عمر - دار المدى 2020«مذكرات جار الله عمر - الصراع على السلطة والثروة في اليمن»، حوار: ليزا ودين، تحرير فواز طرابلسي دار المدى، بيروت، 2020

## وصلات خارجية
- اغتيال نائب رئيس الحزب الاشتراكي اليمني، BBC ARABIC
- صنعاء تشيع جار الله عمر BBC ARABIC